# IC 4950
IC 4950 — галактика типу SBbc (компактна витягнута галактика) у сузір'ї Телескоп.
Цей об'єкт міститься в оригінальній редакції індексного каталогу.